# Matthias Röhl
Matthias Röhl (* 15. Juli 1969 in Kiel) ist ein deutscher Jurist. Er ist Richter am Bundessozialgericht.

## Leben und Wirken
Nach Abitur in Bochum und Wehrdienst nahm Röhl das Studium der Rechtswissenschaften an der Universität Passau auf, wo er 1995 sein Erstes Juristisches Staatsexamen ablegte. Dem schloss er bis 1996 ein postgraduales Studium des Europarechts an der Universität Tours an. Nach dem Referendariat legte Röhl 1998 am Oberlandesgericht Dresden sein Zweites Staatsexamen ab. Danach arbeitete er als wissenschaftlicher Assistent am Lehrstuhl für Verwaltungsrecht von Jochen Rozek an der TU Dresden. Von der TU Dresden wurde Röhl 2001 mit einer von Hans-Heinrich Trute betreuten Arbeit über die Privatisierungsfolgen in der Telekommunikation zum Dr. iur. promoviert. Im selben Jahr trat er eine Richterstelle am Verwaltungsgericht Köln an. Von 2002 bis 2004 war er als wissenschaftlicher Mitarbeiter von Gertrude Lübbe-Wolff an das Bundesverfassungsgericht abgeordnet, von 2005 bis 2007 an das Ministerium der Justiz des Landes Nordrhein-Westfalen. 2007 wurde Röhl zum Richter am Landessozialgericht Nordrhein-Westfalen ernannt. 2013 wurde er zum Richter am Bundessozialgericht gewählt und am 1. Februar 2014 dazu ernannt. Er wurde dem vor allem für Soziales Entschädigungs- und Schwerbehindertenrecht zuständigen 9. Senat und dem vor allem für das Recht der finanziellen Unterstützung von Eltern zuständigen 10. Senat des Bundessozialgerichts zugewiesen. Seit März 2018 ist er zudem zusätzlich Mitglied des Verfassungsgerichtshofes für das Land Nordrhein-Westfalen.
Röhl ist verheiratet und Vater von drei Kindern. Ab 2013 saß er für die FDP als Nachrücker im Düsseldorfer Stadtrat. Wissenschaftlich hat Röhl sich vor allem als Mitautor eines Kommentars zum Sozialgerichtsgesetz hervorgetan.